# Uberaba SC
Der Uberaba Sport Club, ist ein Sportverein aus Uberaba, im brasilianischen Bundesstaat Minas Gerais.

## Geschichte

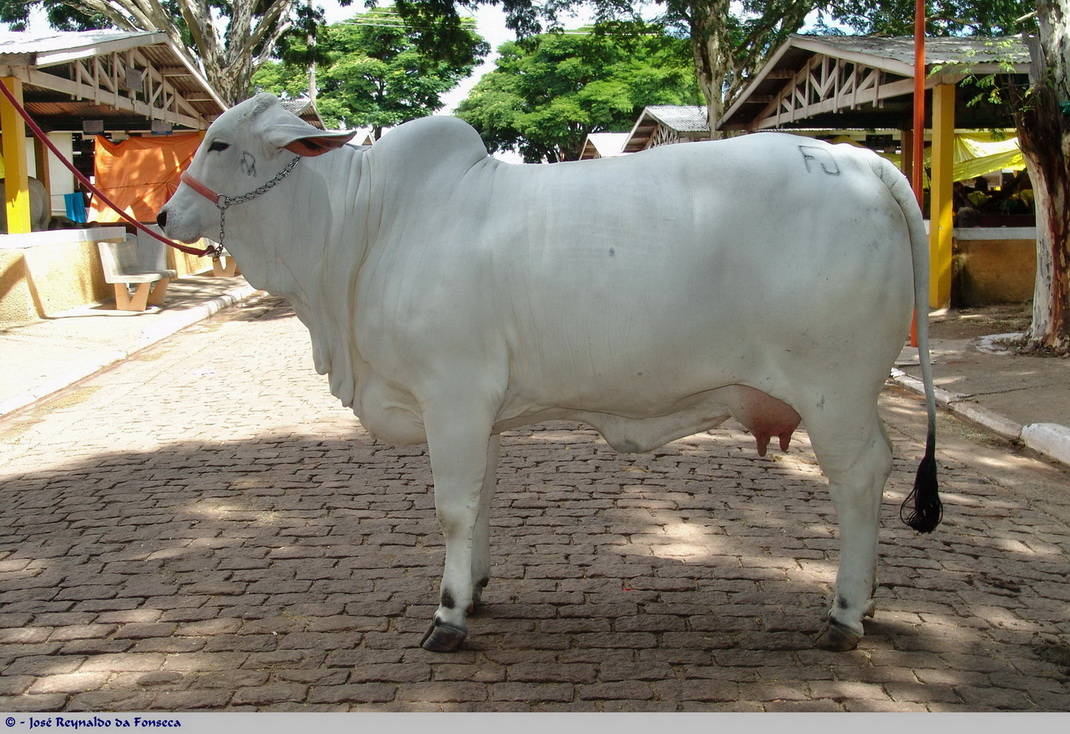
Brahan Zebu

Uberaba wurde am 15. Juli 1917 gegründet. Die Stadt Uberaba wird auch als Hauptstadt des Zebu bezeichnet. Insbesondere Die Rasse der Brahan Zebus wird dort im großen Maß gezüchtet. Das Maskottchen des Klubs wurde ein entsprechendes Zebu. Am 25. Dezember 1917 fand das erste bekannte Spiel gegen den Araguari AC statt. Die Partie konnte der Klub mit 3:0 gewinnen. Seinen Einstand in der Staatsmeisterschaft von Minas Gerais gab Uberaba 1945. Am 22. April trat der Klub beim EC Siderúrgica an. Die Partie endete 3:3. In seinen 18 Spielen hatte Uberaba eine Bilanz von vier Siegen, drei Unentschieden und elf Niederlagen bei 28:44 Toren. Dieses reichte zum sechsten Platz bei sieben Teilnehmern. Erst 1958 folgte hier die zweite Teilnahme und seit 1960 nimmt Uberaba fast ohne Unterbrechung am Ligabetrieb der Staatsmeisterschaft teil.
Eine Besonderheit für den Klub waren die sechs Teilnahmen an der obersten Liga Brasiliens, der heutigen Série A, zwischen 1976 und 1983. Auf Anordnung der Militärregierung Brasiliens wurde das Teilnehmerfeld der Copa Brasil 1976 von 42 Teilnehmern im Vorjahr auf insgesamt 54 Mannschaften angehoben, wodurch Uberaba hier antreten durfte. In der Gruppe B traf man auf acht Konkurrenten, gegen die man jeweils einmal antrat. Der Klub belegte den letzten Platz und schied in der anschließenden Runde der Qualifikanten aus. Im Gesamtklassement kam Uberaba auf den 41. der 54 Plätze.
2009 gewann Uberaba zum zweiten Mal nach 1980 den Staatspokal von Minas Gerais. Der Erfolg qualifizierte die Mannschaft zur Teilnahme am nationalen Pokal, dem Copa do Brasil. In der ersten Runde des Copa do Brasil 2010 traf der Klub auf den Londrina EC. Die beiden Spiele konnten mit 1:0 und 2:0 gewonnen werden. In der zweiten Runde hatte Uberaba den Fluminense FC zu Gast. Das Spiel ging mit 0:2 verloren und der Klub schied ohne Rückspiel aus.

## Teilnahme an Fußballwettbewerben
| Wettbewerb                          | Teilnahmen                                                   |
| ----------------------------------- | ------------------------------------------------------------ |
| Série A                             | 6× – 1976, 1977, 1978, 1979, 1981, 1983                      |
| Série B                             | 5× – 1980, 1981, 1982, 1983, 1987                            |
| Série C                             | 3× – 1996, 2001, 2003                                        |
| Série D                             | 2× – 2009, 2010                                              |
| Copa do Brasil                      | 2× – 2010, 2011                                              |
| Staatsmeisterschaft                 | 40× – 1945, 1958, 1960–1971, 1973–1993, 2004, 2009–2012      |
| Staatsmeisterschaft Módulo II       | 20× – 1994–2003, 2005–2007, 2013, 2016–2019, 2022, 2025      |
| Staatsmeisterschaft Segunda Divisão | 5× – 2014–2015, 2020–2021, 2024                              |
| Staatspokal                         | 16× – 1975–1977, 1979–1980, 1982–1987, 2003, 2006–2010, 2012 |

## Erfolge
- Staatsmeisterschaft von Minas Gerais – Módulo II: 2003
- Staatsmeisterschaft von Minas Gerais – Segunda Divisão: 2015, 2021
- Staatspokal von Minas Gerais: 1980, 2009, 2010